# Sexualidade em O Senhor dos Anéis
A presença de sexualidade em O Senhor dos Anéis, um romance de fantasia bestseller de J. R. R. Tolkien, tem sido objeto de debate, pois é pouco evidente. No entanto, amor e casamento aparecem na forma da relação afetuosa entre os hobbits Sam Gamgee e Rosinha Villa [en]; os sentimentos não correspondidos de Éowyn por Aragorn, seguidos por seu amor por Faramir e o casamento com ele; e o amor de Aragorn por Arwen, descrito em um apêndice, em vez do texto principal, como "O Conto de Aragorn e Arwen". Diversos estudiosos observaram o simbolismo da aranha fêmea monstruosa Laracna. Também houve grande interesse na relação de mesmo sexo inspirada na dinâmica de oficial-auxiliar entre Frodo e seu jardineiro Sam, enquanto viajam juntos na perigosa missão de destruir o Anel. Estudiosos e comentadores interpretaram essa relação de diferentes maneiras, desde uma amizade íntima, mas não necessariamente homossexual, até abertamente homoerótica, ou como uma amizade heroica idealizada.

## Contexto

### Vida de Tolkien

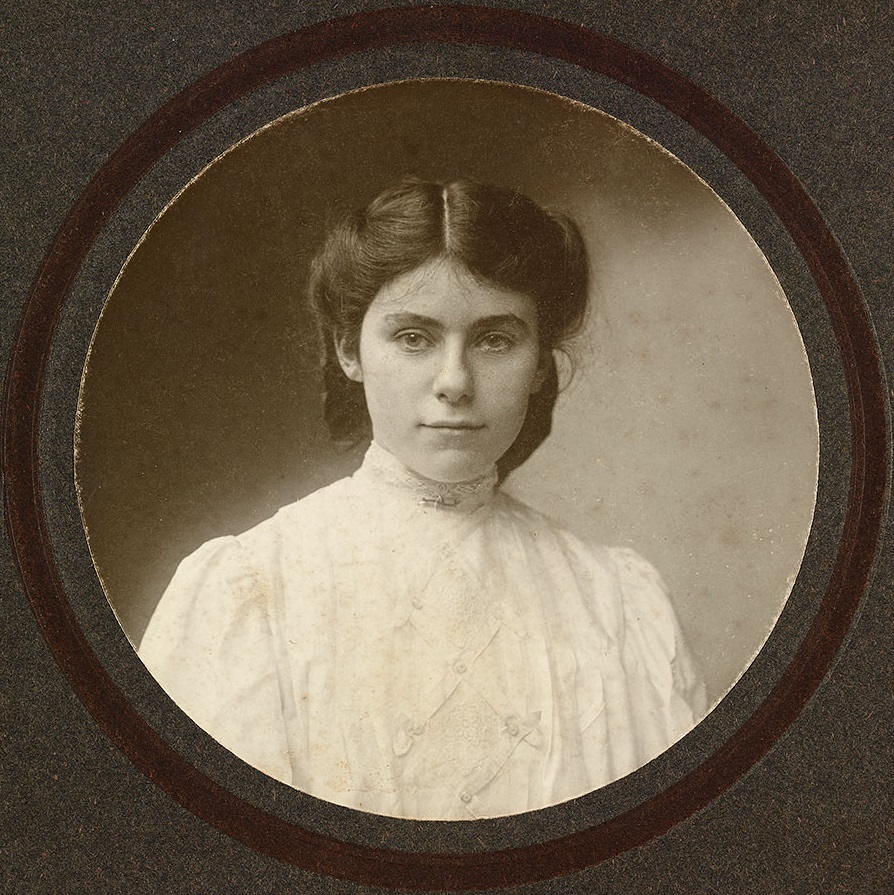
Tolkien apaixonou-se por en aos 16 anos. Eles foram casados felizes por mais de 50 anos.

O autor do romance de fantasia bestseller O Senhor dos Anéis, J. R. R. Tolkien, ficou órfão na infância, com o falecimento de seu pai na África do Sul e de sua mãe na Inglaterra alguns anos depois. Ele foi criado por seu tutor, um padre católico, o padre Francis Xavier Morgan [en], e estudou em escolas de gramática exclusivas para meninos e, posteriormente, no Exeter College, Oxford, que, na época, aceitava apenas estudantes homens. Tolkien ingressou nos Fusileiros de Lancashire [en] do Exército Britânico e vivenciou os horrores da guerra de trincheiras, com a vida de oficial tornada mais suportável pelo apoio de um auxiliar masculino. Após a guerra, tornou-se professor de Língua Inglesa na Universidade de Leeds e, depois, na Universidade de Oxford, onde lecionou no Pembroke College, Oxford [en]. Em Oxford, ele fundou um grupo literário exclusivamente masculino com outro professor de inglês de Oxford, C. S. Lewis, chamado os Inklings.
Tolkien tinha visões tradicionais sobre mulheres, afirmando que homens eram ativos em suas profissões, enquanto mulheres tendiam à vida doméstica. Ao defender o papel das Mulheres em O Senhor dos Anéis [en], a estudiosa de literatura infantil Melissa Hatcher escreveu que "o próprio Tolkien, na realidade, provavelmente era o professor de Oxford sexista e antiquado que as estudiosas feministas o descrevem ser".
Tolkien conheceu outra órfã, Edith Mary Bratt [en], aos 16 anos, e no verão de 1909 eles se apaixonaram. Morgan proibiu que se encontrassem até Tolkien completar 21 anos; ao alcançar essa idade em 1913, ele a pediu em casamento, e eles ficaram noivos. Casaram-se em 1916, mantendo uma forte ligação afetiva ao longo de seu casamento. Em 1917, durante uma licença do exército, eles passearam juntos, visitando um bosque perto de Roos [en], em Yorkshire. Lá, Edith dançou para ele entre os "cicutas", como, mais tarde, em sua ficção, Lúthien dançou para Beren, uma história que formou o centro de O Silmarillion. Eles tiveram quatro filhos, aos quais ambos eram dedicados. Edith faleceu em 1971, e Tolkien, dois anos depois.

### Ausência de sexualidade emO Senhor dos Anéis
Comentadores notaram a aparente ausência de sexualidade em O Senhor dos Anéis. O estudioso de cultura Douglas Kellner escreve que não há "sexualidade explícita" no texto. A estudiosa de teoria feminista e teoria queer Valerie Rohy cita a romancista A. S. Byatt, que afirmou que "parte do motivo pelo qual leio Tolkien quando estou doente é que há uma ausência quase total de sexualidade em seu mundo, o que é reconfortante"; o estudioso de Tolkien Tom Shippey [en] escreveu que "não há consciência suficiente de sexualidade" no trabalho; e o romancista e crítico Adam Mars-Jones [en] afirmou que "acima de tudo, a sexualidade [está] ausente da visão [da obra]". Rohy comenta que é fácil entender por que eles dizem isso; na tradição épica, Tolkien "abandona o cortejo quando a batalha se aproxima, aparentemente sublimando a sexualidade para a busca maior". Ela reconhece que há três romances que levam a casamentos na história, os de Aragorn e Arwen, Éowyn e Faramir, e Sam e Rosie, mas aponta que suas histórias de amor estão principalmente fora da narrativa principal sobre o Anel, e que seus inícios basicamente não são mostrados: eles simplesmente aparecem como casamentos.

### Discussões sobre a representação da sexualidade no romance
A estudiosa feminista Catherine R. Stimpson [en] acusou que "Tolkien é irritantemente, blandamente, tradicionalmente masculino... Ele faz de suas personagens femininas, independentemente de seu status, os estereótipos mais clichês. Elas são ou belas e distantes, simplesmente distantes, ou simplesmente simples". O estudioso Patrick Curry [en] comenta que "é tentador responder, culpado como acusado", concordando que Tolkien é "paternalista", embora ele objete que Galadriel e Éowyn têm mais profundidade do que Stimpson alega. Karen Viars e Cait Coker escrevem que, embora Tolkien não fosse misógino, a maioria dos personagens do romance é masculina, enquanto muitos fãs de Tolkien [en], possivelmente a maioria, são mulheres. A estudiosa de língua inglesa Anna Smol escreve que a "enorme produção de fanfiction de Tolkien [en] e arte de fãs" levou a amplas discussões sobre a sexualidade no romance. Daniel Timmons escreve na Mythlore [en] que, embora não haja "cenas de sexo explícitas ou implícitas", há mais na sexualidade do que relações sexuais, e, por exemplo, entre os protagonistas hobbits, há definitivamente "sensualidade", que ele define como "atração física ligada a vínculo psicológico". Timmons adiciona que o "lamento" do título de Stimpson, "Sem Sexo, Por Favor — Somos Hobbits", pode ser espirituoso, mas é "falho", pois o romance funciona bem em seu gênero escolhido. O estudioso e autor de fantasia Dallas John Baker [en] comenta que estudiosos e críticos debateram gênero e sexualidade em O Senhor dos Anéis desde logo após a publicação do romance. Ele escreve que sentiu a necessidade de "responder" a Tolkien com sua própria ficção para jovens adultos [en] para mostrar "um mundo de fantasia em que mulheres e garotas fossem centrais".

## Amor e casamento
O amor heterossexual e o casamento são retratados em O Senhor dos Anéis, mas de forma discreta, a ponto de alguns críticos afirmarem que não há mulheres no livro. As principais relações heterossexuais envolvem Sam Gamgee, Éowyn de Rohan e Aragorn.

### Amor rústico
O personagem hobbit Sam Gamgee deixa sua namorada Rosinha Villa quando parte da Condado, e retorna para sua admiração pela Batalha de Bywater. Eles têm um "final feliz [en]" com casamento e 13 filhos, prosperando em uma vida simples com Sam como prefeito do Condado, cuja fertilidade foi restaurada após as depredações de Saruman, graças à distribuição cuidadosa do presente de terra mágica de Galadriel, do seu jardim élfico. Tolkien afirmou que "o amor simples e 'rústico' de Sam e sua Rosie (nunca elaborado) é absolutamente essencial [itálico dele] para o estudo de seu caráter (o herói principal) e para o tema da relação entre a vida comum (respirar, comer, trabalhar, procriar) e missões, sacrifício, causas, e o 'anseio pelos Elfos', e a pura beleza."
A estudiosa de fantasia Amy Sturgis [en] descreve na Mythlore como, após a trilogia de filmes O Senhor dos Anéis de Peter Jackson, Rosie foi reimaginada por fãs femininas em resposta ao "retrato literário incompleto" de Tolkien. Rosie torna-se, na fanfiction delas, variadamente "o modelo do lar, a iconoclasta do quarto, ou a agente do sobrenatural".

### Donzela escudeira

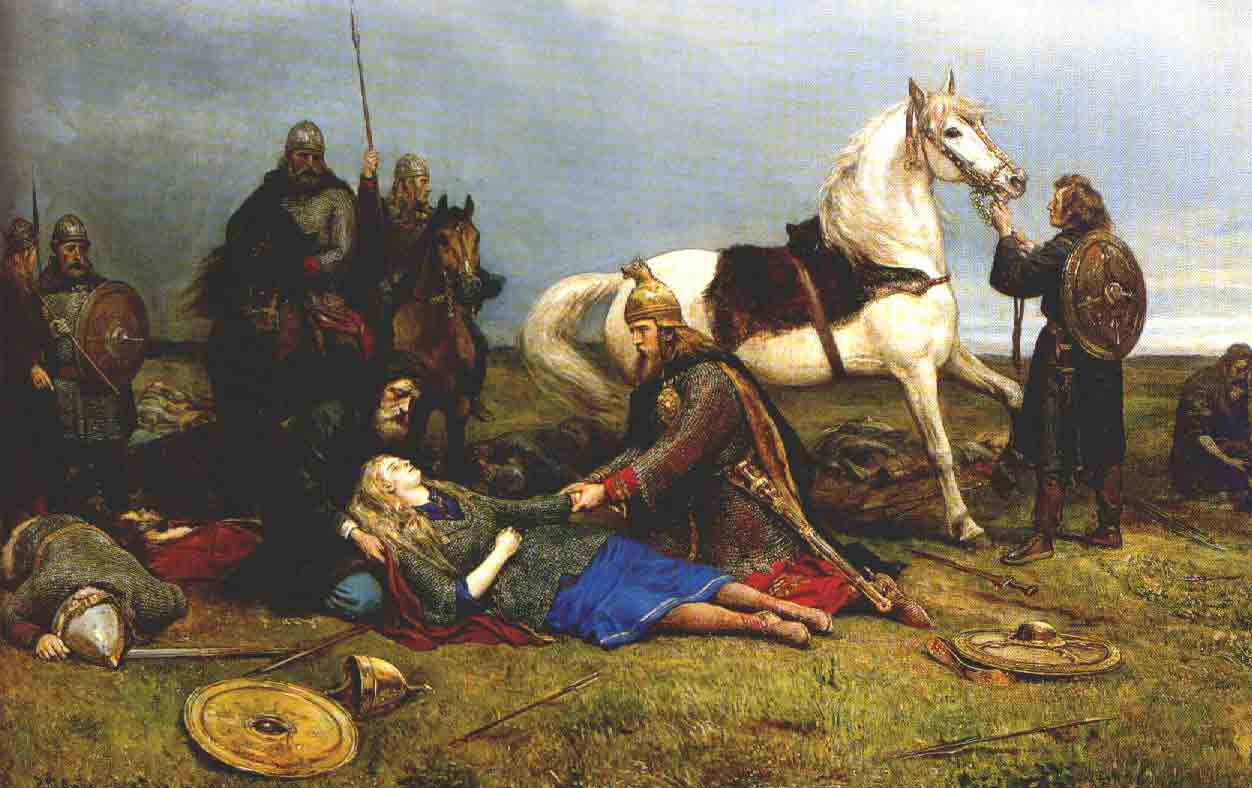
A aparição de Éowyn na Batalha dos Campos de Pelennor foi comparada à cena da morte da donzela escudeira Hervor, como retratada em A Morte de Hervor por Peter Nicolai Arbo.

Os sentimentos românticos de Éowyn aparecem primeiro com seu apego não correspondido por Aragorn. Sentindo-se rejeitada, ela declara ser uma donzela escudeira, e, contra ordens, escolhe lutar na Batalha dos Campos de Pelennor. Lá, ela e o hobbit Merry Brandebuque [en] matam o Senhor dos Nazgûl; ela fica gravemente ferida. Recuperando-se nas Casas de Cura em Minas Tirith, ela se apaixona por Faramir, que também foi ferido. Ela renuncia a seus caminhos guerreiros para se tornar uma curandeira, e eles ficam noivos. No final do livro, eles se casam.
A estudiosa de feminismo Penny Griffin escreve que no filme de Peter Jackson O Retorno do Rei, as credenciais de Éowyn como uma "Personagem Feminina Forte" adequada ao feminismo são prejudicadas quando sua história termina com ela abandonando a batalha e casando-se com Faramir para viver, "presumimos, felizes para sempre". Shippey escreve que o estúdio de Hollywood enviou um "roteirista" à Nova Zelândia para alinhar a direção de Jackson com sua visão, que era que, como Aragorn precisava de um único interesse amoroso, Arwen poderia ser eliminada, e "Aragorn deveria então casar-se com Éowyn em vez de dissuadi-la educadamente... O conselho do roteirista foi ignorado." No entanto, Jackson torna Aragorn muito mais romântico do que Tolkien ou Bakshi, que dirigiu um filme anterior de O Senhor dos Anéis. Jackson dedica um tempo considerável de tela ao triângulo amoroso moderno de Aragorn, e proporciona "uma clara química na tela" com Éowyn.

### Homem e donzela élfica
O amor de Aragorn por Arwen é narrado em um apêndice, em vez de no texto principal, como "O Conto de Aragorn e Arwen". Na história, Aragorn canta o Lai de Lúthien, uma donzela élfica imortal da Primeira Era que casa-se com um homem, Beren, escolhendo assim uma vida mortal. Enquanto canta, ele vê Arwen, que lhe parece Lúthien. Ela revela que, embora pareça não ser mais velha que ele, tem uma idade muito avançada. Aragorn apaixona-se por ela. O pai de Arwen, Elrond, percebe o que aconteceu e diz a Aragorn que ele só poderá casar-se com ela quando for considerado digno. Eles se encontram novamente em Lothlórien, quase trinta anos depois. Galadriel veste Aragorn como um lorde élfico. Arwen o vê e faz sua escolha; eles ficam noivos. Elrond diz a Aragorn que eles só poderão casar-se quando ele for Rei de Gondor e Arnor. Anos depois, Aragorn contribui para a vitória na Guerra do Anel (a ação principal do texto de O Senhor dos Anéis) e torna-se Rei de Gondor e Arnor. No solstício de verão, ele e Arwen casam-se em Minas Tirith. Elrond deixa a Terra-média rumo ao Lar Élfico, nunca mais retornando. Aragorn, heroico mas mortal, deita-se para morrer 120 anos depois; Arwen, triste, vai para uma Lothlórien agora estéril para morrer, sozinha entre todos os seus parentes, nunca mais se reunindo com eles "além do fim do mundo".
Tolkien descreveu a história como "a mais elevada história de amor" do livro. Sua relegação a um apêndice torna-a discreta e priva o texto principal de grande parte de seu interesse amoroso. Jackson optou por incorporar a história em sua trilogia cinematográfica para remediar isso, dando a Arwen mais falas e criando cenas adicionais para ela. A estudiosa feminista Melissa Hatcher, escrevendo na Mythlore, chama Arwen de "um símbolo do inatingível, uma combinação perfeita para o Aragorn inatingível aos olhos de Éowyn".

## Monstro feminino

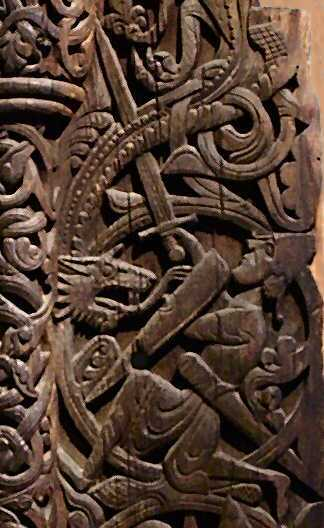
A luta dos hobbits com Laracna deriva de múltiplos mitos. Painel na en mostrando a espada de Siegfried perfurando Fafnir.

### Narrativa
Laracna, uma aranha gigante e maligna, é apresentada como um monstro feminino repugnante. Alertada por Gollum, ela tenta capturar Frodo e Sam enquanto eles cruzam as montanhas rumo a Mordor; eles não têm escolha senão passar pelos túneis até seu covil e lutar para atravessar. Eles conseguem superar um obstáculo, um túnel bloqueado por teias gigantes, mas ela os embosca e pica Frodo, que desmaia. Sam continua lutando, tomando o Anel e a espada de Frodo, Ferroada; Laracna o ataca, mas ele a repele com a luz do Frasco de Galadriel. Ela tenta esmagá-lo até a morte; ele permite que ela desça sobre ele, segurando Ferroada com a ponta para cima, e o "impulso" descendente dela faz a espada "perfurar" profundamente seu enorme abdômen. Ela fica gravemente ferida e se retira para seu covil, emitindo sons gorgolejantes e pingando sangue.

### Perversão da sexualidade feminina
O estudioso de Tolkien David Craig escreve que Laracna é por vezes chamada apenas de "ela", chamando a atenção do leitor para seu gênero. Seu "ódio e depravação" são "fortemente sexualizados"; Tolkien escreveu que "Por toda parte, suas crias menores, bastardos de companheiros miseráveis, sua própria prole, que ela matava, espalhavam-se de vale em vale". Craig comenta que "seus crimes são abomináveis e incluem incesto, ilegitimidade e infanticídio, todos crimes relacionados ao sexo".

### Vagina dentata
O padre anglicano e estudioso de literatura Alison Milbank [en] escreve que Laracna é inegavelmente sexual: "Tolkien oferece uma vagina dentata freudiana extremamente convincente na aranha Laracna, antiga e repugnantemente gustatória". Milbank afirma que Laracna simboliza "um antigo poder materno que engole a identidade e a autonomia masculinas", ameaçando um "controle castrador [que] é precisamente o que o fetichista sexual teme e busca controlar". A estudiosa de Tolkien e medievalista Jane Chance [en] menciona a "penetração de Sam em seu abdômen com sua espada", observando que essa pode ser uma maneira apropriada e simbólica de encerrar sua produção de "bastardos".
A estudiosa de literatura infantil Zoë Jaques escreve que Laracna é a "encarnação da maternidade monstruosa"; a batalha de Sam com Laracna poderia ser interpretada como um "rito de passagem masculino" onde um macho menor e mais fraco penetra e escapa do vasto corpo feminino e de sua intenção malévola. A estudiosa feminista Brenda Partridge descreveu a prolongada luta dos hobbits com Laracna como repleta de simbolismo sexual. Ela escreve que Tolkien derivou Laracna de múltiplos mitos: Siegfried matando o dragão Fafnir; Teseu matando o Minotauro; Aracne e a aranha; e o Pecado de Milton em Paraíso Perdido. O resultado é retratar a mulher como uma ameaça, com conotações implícitas de sexualidade.
| Imagem de Tolkien | Implicações                                |
| --- | ------------------------------------------ |
| Gato de Sauron | mulher como "graciosa, sensual e distante" |
| Gerando crias de monstros | fertilidade                                |
| Covil subterrâneo | útero                                      |
| Túneis para o covil | "orifício sexual feminino"                 |
| Teias na entrada roçando contra Frodo e Sam | pelos pubianos                             |
| Frodo corta as teias ... "uma grande fenda foi feita ... balançava como um véu solto"                                                                                                 | rompimento do hímen                        |
| "Corpo macio e esguichante" | genitais femininos sexualmente excitados   |
| Dobras de pele | lábios vaginais                            |
| Espadas | falos                                      |
| Sam "segurou a lâmina élfica com a ponta para cima, afastando aquele teto horrível; e assim Laracna ... se lançou sobre um espigão amargo. Profundamente, profundamente ele perfurou" | ereção, penetração                         |

A interpretação de Partridge foi chamada de fantasia freudiana pelo autor católico e estudioso de Tolkien Joseph Pearce.

## Relacionamentos de mesmo sexo
A presença de relacionamentos de mesmo sexo em O Senhor dos Anéis foi discutida por críticos, que chegaram a diversas conclusões.

### Amizade masculina intensamente privada
A estudiosa de humanidades Hannah Mendro observa sobre a amizade entre Legolas e Gimli que "uma das últimas notas no  Livro Vermelho" a descreve como "maior do que qualquer outra que já existiu entre Elfo e Anão. Se isso for verdade, é de fato estranho: que um Anão esteja disposto a deixar a Terra-média por qualquer amor, ou que os Eldar o recebam, ou que os Senhores do Oeste o permitam. Mas diz-se que Gimli também foi movido pelo desejo de ver novamente a beleza de Galadriel; e pode ser que ela, sendo poderosa entre os Eldar, tenha obtido essa graça para ele. Nada mais pode ser dito sobre essa questão". Mendro comenta que a amizade é "ao mesmo tempo estranha e reconfortante, intensamente íntima e peculiarmente privada, profundamente comprometida e, ainda assim, cheia de lacunas. Tudo isso os torna candidatos perfeitos para uma leitura queer". Mendro observa que a amizade surge em grande parte fora de vista, já que Legolas e Gimli frequentemente caminham juntos na floresta de Lothlórien, para surpresa do restante da Companhia. A relação é evidentemente próxima e mantida em privado. Mendro comenta que a dupla é, de certa forma, "os membros menos significativos" da Companhia, sem o papel de liderança de Gandalf, o destino real de Aragorn ou os papéis de derrotar Sauron dos Hobbits. Eles estão, ela escreve, presentes em um evento após o outro, mas respondendo principalmente um ao outro. Isso cria "tanto o potencial queer quanto a negação queer" de sua relação.

### Relacionamento oficial-auxiliar

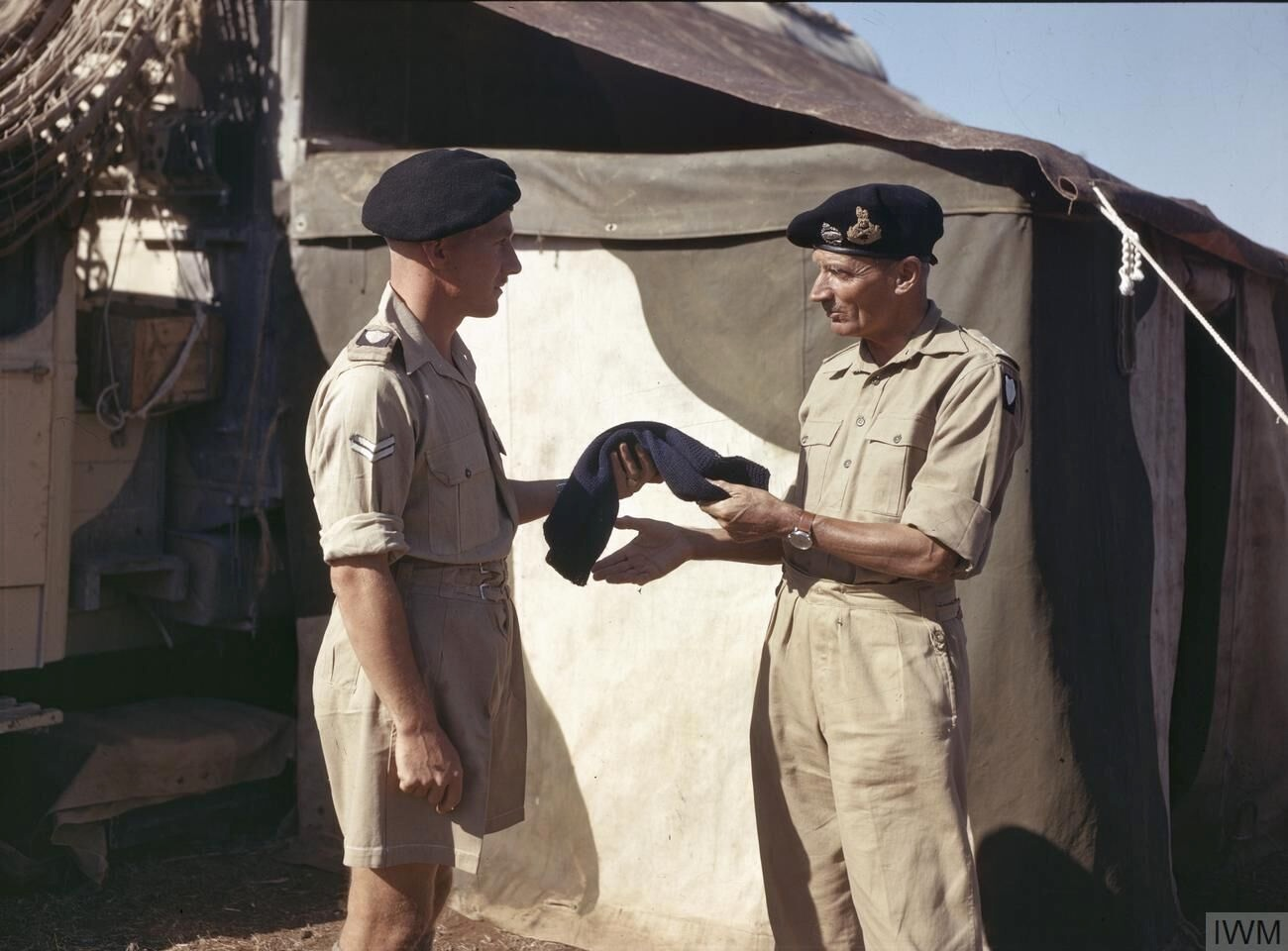
Um oficial britânico, General Bernard Montgomery, recebendo um cachecol de seu auxiliar.

O relacionamento de mesmo sexo mais claro no romance, na visão dos estudiosos, é o do portador do anel Frodo Baggins e seu servo, originalmente seu jardineiro, Sam. Tolkien descreveu a relação deles como semelhante à de um oficial do Exército Britânico e seu servo militar ou auxiliar. Ele ficou impressionado com as qualidades pessoais dos auxiliars que encontrou na Frente Ocidental na Primeira Guerra Mundial. O texto retrata a relação como uma de amizade mútua e lealdade. À medida que Frodo é progressivamente enfraquecido pelo fardo de carregar o Anel, Sam torna-se cada vez mais engenhoso e cada vez mais terno em seu cuidado e preocupação com Frodo. Em certo momento, Sam segura a mão de Frodo, embora fique envergonhado ao fazê-lo.

### Intimidade masculina
O estudioso de literatura inglesa Christopher Vaccaro, na The J. R. R. Tolkien Encyclopedia, escreve que a relação de Frodo e Sam "se encaixa perfeitamente no discurso de amizade expresso por homens homossexuais até meados do século XX". Ele observa que a estudiosa feminista Brenda Partridge e a estudiosa de inglês Anna Smol discutem um contínuo de "intimidade tátil não genital entre homens" que, em sua visão, "torna permeáveis as fronteiras culturalmente determinadas que codificam algumas amizades como heterossexuais e outras como homossexuais". Smol examina o substancial corpo de fanfiction homoerótica escrita, principalmente por mulheres heterossexuais, em resposta a O Senhor dos Anéis. Ela comenta que "para um livro que supostamente não possui sexualidade adulta, O Senhor dos Anéis sempre suscitou fortes reações focadas em sexo. A intimidade masculina que Tolkien descreve, particularmente a relação entre Frodo e Sam, muitas vezes tem um efeito inquietante sobre os leitores, cujas reações podem variar de insatisfação a excitação erótica", acrescentando que nenhuma dessas reações é frequentemente informada pelo conhecimento da relação amigável de oficial-auxiliar britânica da Primeira Guerra Mundial. Críticos como Partridge, Esther Saxey e Marion Zimmer Bradley afirmaram que a relação de Frodo e Sam é amigável e íntima, mas não necessariamente homossexual. O estudioso de cultura Daniel Allington examina a análise crítica da slash fiction de fãs sobre a relação de Frodo e Sam, escrevendo que as discussões dos fãs sobre tal ficção não devem ser assumidas como simples relatos de crenças, quando são "manobras retóricas complexas" dentro dessa cultura.

### Amizade heroica idealizada

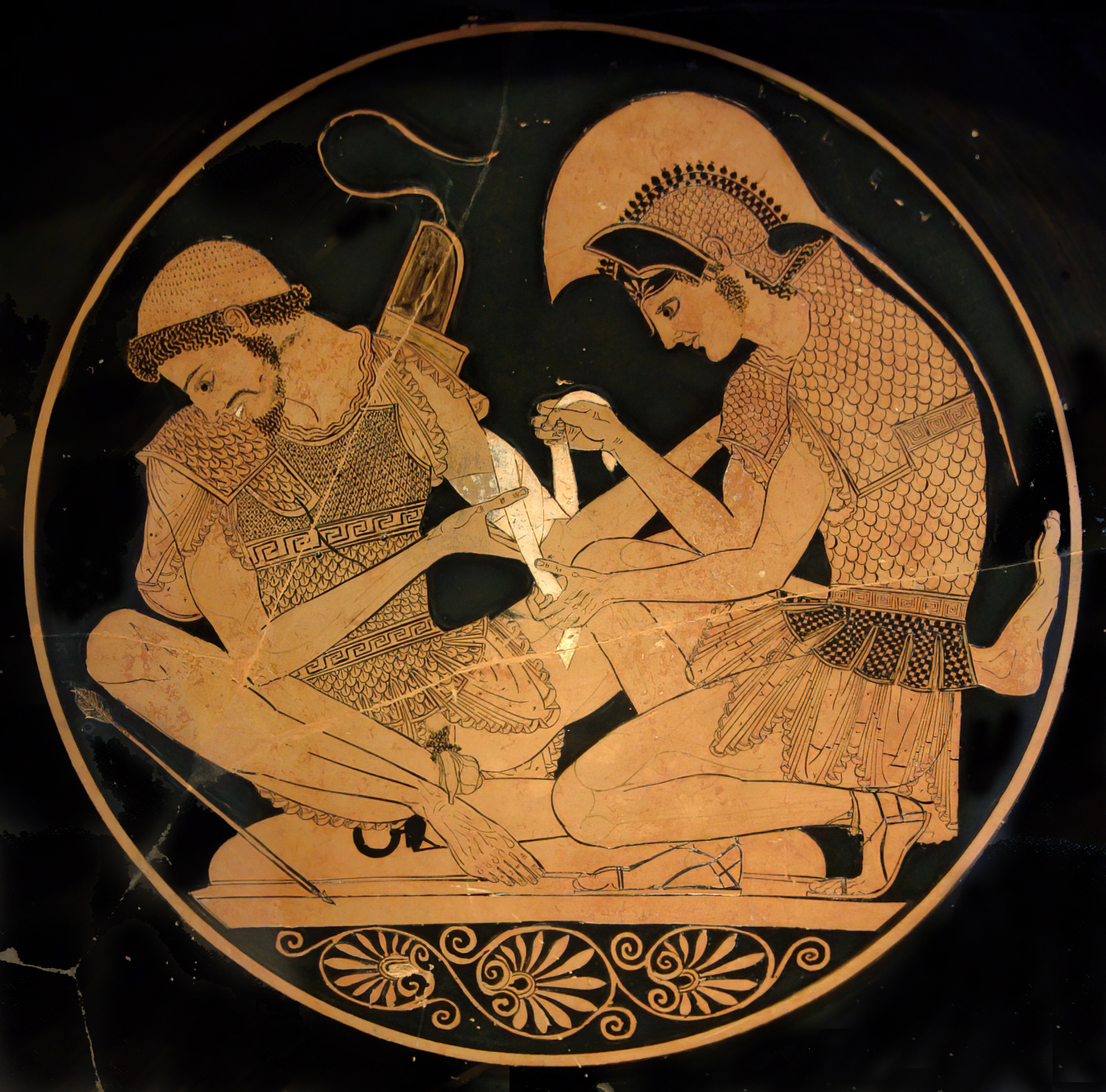
A amizade heroica de Frodo e Sam foi comparada à de Aquiles e Pátroclo, mostrada aqui em um cálice de figuras vermelhas de Vulcos, c. 500 a.C.

A autora de fantasia e ficção científica Marion Zimmer Bradley escreveu que Frodo e Sam têm o amor mais intenso descrito no livro, afirmando que, no final, eles alcançam a "amizade idealizada clássica" com uma força emocional semelhante à de Aquiles e Pátroclo na Ilíada, ou Davi e Jônatas no Antigo Testamento, "superando o amor pelas mulheres". Bradley escreve, também, que o monstruoso Gollum está ligado a Frodo e Sam em um triângulo amor-ódio, comentando que, quando as relações são muito fortes, "o ódio e o amor são muito semelhantes", especialmente em pessoas fracas. À medida que Frodo enfraquece e ele e Sam se aproximam, Sam "alcança uma devoção quase religiosa e ternura para aliviar o caminho de Frodo". Bradley chama o crescimento constante em intensidade e a diminuição da distância entre Frodo e Sam de "certamente uma das análises mais convincentes de amizade heroica".

### Homoerótico
O estudioso de literatura inglesa David LaFontaine, na The Gay and Lesbian Review, escreve que O Senhor dos Anéis alcançou status de culto e grandes vendas, mas foi amplamente excluído dos estudos literários, em parte porque a fantasia era desprezada como gênero, mas também devido ao "poderoso subtexto de amor entre pessoas do mesmo sexo no reino da Terra-média". Ele observa que Jackson optou por utilizar os temas gays na obra para sua trilogia cinematográfica de O Senhor dos Anéis de 2001–2003: "o desejo homoerótico está bem visível na grande tela de Jackson para todos verem". Em sua visão, Sam tem uma "epifania" enquanto observa Frodo dormindo e diz "Eu o amo. Ele é assim, e às vezes [sua luz interior] brilha de alguma forma. Mas eu o amo, de qualquer jeito". Isso é seguido, escreve LaFontaine, por "cenas em que os dois hobbits expressam seu amor em termos cada vez mais homoeróticos: segurando as mãos, dormindo abraçados, jurando devoção eterna". A estudiosa de literatura Robin Anne Reid [en] descreve a tradição de queer (em oposição a puramente homossexual masculino) de fanfiction que se desenvolveu entre os fãs de Tolkien em resposta.

### J. R. R. Tolkien
1. ↑  (Carpenter 2023, #43 para Michael Tolkien, 6–8 de março de 1941)
2. ↑  (Tolkien 1955), livro 6, cap. 8, "A Limpeza do Condado"
3. ↑  (Tolkien 1955), livro 6, cap. 9, "Os Portos Cinzentos"
4. ↑  (Carpenter, #131 para Milton Waldman, 1951)
5. ↑  (Tolkien 1954), livro 3, cap. 6 "O Rei do Salão Dourado"
6. ↑  (Tolkien 1955), livro 5, cap. 2 "A Passagem da Companhia Cinzenta"
7. ↑  (Tolkien 1955), livro 5, cap. 6 "A Batalha dos Campos de Pelennor"
8. ↑  (Tolkien 1955), livro 6, cap. 5 "O Regente e o Rei"
9. ↑  (Tolkien 1955), livro 6, cap. 6 "Muitas Despedidas"
10. ↑  (Tolkien 1955), Apêndice A: "O Conto de Aragorn e Arwen"
11. ↑  (Carpenter 2023, #131 para Milton Waldman da Collins, final de 1951)
12. 1 2  (Tolkien 1954), livro 4, capítulo 9: "O Covil de Shelob"
13. ↑  (Tolkien 1954), livro 4, capítulo 8: "As Escadas de Cirith Ungol"
14. ↑  (Carpenter 2023, #246 para Eileen Elgar, setembro de 1963)
15. ↑  (Tolkien 1954), livro 4, capítulo 4: "De Ervas e Coelho Ensopado"